# Betyl

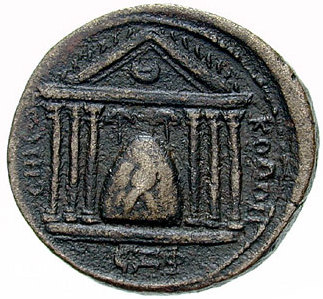
Świątynia boga El Gabala z betylem pośrodku. Rzymska moneta z III w.n.e.

Betyle – duże, pionowo ustawione kamienie, za pośrednictwem których oddawano cześć bóstwom w kulturze m.in. Sumerów, Babilończyków, Nabatejczyków i Fenicjan. Wyraz betyl ma pochodzenie semickie i oznacza dom boga.